# 铁行邮轮
200px
鐵行郵輪（P&O Cruises）是一家英国邮轮公司，总部位于英国南安普敦，目前該公司由嘉年華集團持有。铁行邮轮起初是貨物運輸公司鐵行輪船公司的子公司，铁行邮轮成立于1977年。 
2000年，鐵行輪船公司將铁行邮轮從該公司剥离出来，铁行邮轮成为P&O公主邮轮的子公司。2003年，P&O公主邮轮与嘉年华集团合并，铁行邮轮成為嘉年華集團的一部分。 